# Julius Sullan Tonel

Wappen als Bischof von Ipil

Julius Sullan Tonel (* 31. August 1956 in Davao City, Philippinen) ist ein philippinischer römisch-katholischer Geistlicher und Erzbischof von Zamboanga.

## Leben
Julius Sullan Tonel empfing am 12. April 1980 das Sakrament der Priesterweihe für das Erzbistum Davao.
Am 30. Juni 2007 ernannte ihn Papst Benedikt XVI. zum Prälaten von Ipil. Der Erzbischof von Davao, Fernando Capalla, spendete ihm am 20. August desselben Jahres die Bischofsweihe; Mitkonsekratoren waren der Erzbischof von Cagayan de Oro, Antonio Ledesma SJ, und der Bischof von Kidapawan, Romulo Geolina Valles. Am 1. Mai 2010 wurde Julius Sullan Tonel mit der Erhebung der Territorialprälatur zum Bistum Ipil dessen erster Diözesanbischof. Die Amtseinführung erfolgte am 7. August desselben Jahres.
Papst Franziskus ernannte ihn am 25. April 2023 zum Erzbischof von Zamboanga. Die Amtseinführung fand am 22. August desselben Jahres statt.